# Каменноозёрское
Каменноозёрское — село в городском округе Богданович Свердловской области.

## Географическое положение
Село Каменноозёрское по берегам Каменного озера, в 19 километрах на юго-восток от города Богдановича (автомобильной дорогой — 26 километров). Местность довольно возвышенная и здоровая; почва по преимуществу чернозёмная.

## История села
Первые поселенцы были рыбаками из ближайших селений. В начале XX века в приходе деревень не было, а прихожан было 745 мужского и 725 женского пола, все русские, православные и земледельцы.

### Школа
В селе с 1884 года существовала церковно-приходская школа, в 1902 году в селе была открыта школа грамоты.

### Николаевская церковь
В 1858 году был построен и освящён каменный храм в честь святого Николая Чудотворца. В причте был священник и псалтырщик, для помещения которых имеются два церковных дома. В 1938 году храм был закрыт. В советское время в здании размещался склад, а перед этим в 1922 году из храма было изъято 1,4 килограмм серебра. Купол, колокольня и росписи не сохранены.

## Население
| 2002 | 2010 | 2021 |
| ---- | ---- | ---- |
| 640  | ↘533 | ↘415 |

Структура
По данным переписи 2002 года, русские составляли 94 % от числа всех сельчан. По данным переписи 2010 года, в Каменноозёрском проживали 254 мужчины и 279 женщин.

## Инфраструктура
В селе Каменноозёрском четыре улицы: 8 Марта, Космонавтов, Ленина и Мира; один переулок — Чапаева. Есть школа (МКОУ «Каменноозерская основная общеобразовательная школа»), детский сад (МКДОУ «Детский сад № 29») и почтовое отделение.